# Llengües de Guatemala

Idiomes de Guatemala

Les llengües de Guatemala són les llengües que es parlen a Guatemala. L'espanyol és l'idioma oficial. Els llengües maies, a més del garifuna i el xinca van rebre un reconeixement oficial després dels acords de Pau que van seguir al conflicte armat intern. Pel que, encara que l'idioma espanyol és el que té major difusió a Guatemala, no és entès per tota la població indígena. No obstant això, els Acords de Pau signats al desembre de 1996 fan un compromís d'estat el reconeixement dels diferents idiomes del país, la qual cosa fa que el país sigui reconegut com un país multilingüe, i es fa constar en la Constitució que els idiomes maies hauran de respectar-se i difondre's.
S'han fet esforços per dur-la a la pràctica. No obstant això els pocs habitants que queden d'algunes d'elles fan difícil la tasca, molts joves de les noves generacions no arriben a aprendre l'idioma indígena dels seus pares. Actualment els idiomes de major parla són el kekchí, el quitxé, el kaqchikel i el tzutujil, els quals tenen alguns vocables i regles gramaticals en comú.

## Llengües maies
Les llengües maies de Guatemala, són les varietats lingüístiques que deriven històricament del proto-maia. El protomaia és una protollengua hipotèticament reconstruïda mitjançant el mètode comparatiu i altres tècniques de la lingüística històrica, en diversificar-se aquesta llengua per estar els seus parlants separats per distàncies grans, les diferents varietats es van fer més i més diferent fins a esdevenir un conjunt de parles diferents, que manquen en molts casos d'intel·ligibilitat mútua. Usualment aquestes parles maies es classifiquen en 24 llengües (la següent secció dona els noms i alguna informació addicional sobre cada llengua).

## Taula lingüística de Guatemala
| Idioma            | Família     | Branca     | Parlants materns | Notes |
| ----------------- | ----------- | ---------- | ---------------- | --- |
| Castellà          | Indoeuropea | Llatina    | 9.481.907        | Encara que el castellà és l'idioma oficial, no és parlat per tota la població o és utilitzat com a segona llengua, a causa que existeixen vint-i-quatre llengües maies diferents. |
| K’iche’           | Maia        | Kiche'     | 1.000.000        | Parlat en sis departaments: en cinc municipis de Sololá, Totonicapán, Quetzaltenango, El Quiché, Suchitepéquez i Retalhuleu. És parlat per l'11,31% de la població. |
| Q'eqchi'          | Maia        | Kiche'     | 555.461          | Parlat a Alta Verapaz, El Petén, Izabal i El Quiché. És parlat pel 7,58% de la població. |
| Kaqtxikel         | Maia        | Kiche'     | 500.000          | Es parla a sis departaments: A Guatemala, Chimaltenango, Escuintla, Suchitepéquez, Baja Verapaz i Sololá. És parlat pel 7,41% de la població. |
| Mam               | Maia        | Mam        | 480.000          | Parlat a tres departaments: Quetzaltenango, San Marcos i Huehuetenango, pel 5,49% de la població del país. |
| Poqomchi'         | Maia        | Kiche'     | 92.000           | A Baja Verapaz i Alta Verapaz. És parlat per l'1,02% de la població. |
| Tz'utujil         | Maia        | Kiche'     | 88.300           | Parlat als departaments de Sololá i Suchitepéquez. És parlat únicament pel 0,7% de la població. |
| Achí              | Maia        | Kiche'     | 85.552           | És parlat a cinc municipis del departament de Baja Verapaz. És parlat únicament pel 0,94% de la població. |
| Q’anjob’al        | Maia        | Q'anjob'al | 77.700           | Es parla a 4 municipis del departament de Huehuetenango, per l'1,42% de la població del país. |
| Ixil              | Maia        | Mam        | 70.000           | Parlat a 3 municipis del departament d'El Quiché, també conegut como el Triangle Ixil: Santa María Nebaj, San Gaspar Chajul, San Juan Cotzal, és parlat pel 0,85% de la població del país. |
| Akatek            | Maia        | Q'anjob'al | 48.500           | Es hablado en dos municipios del departamento de Huehuetenango: San Miguel Acatán i San Rafael La Independencia, por el 0,35% de la población del país. |
| Popti (Jakalteko) | Maia        | Q'anjob'al | 40.000           | Es parla al departament de Huehuetenango pel 0,42% de la població del país. |
| Chuj              | Maia        | Q'anjob'al | 40.000           | Es parla a tres municipis del departament de Huehuetenango, pel 0,57% de la població del país. |
| Poqomam           | Maia        | Kiche'     | 30.000           | A Guatemala, En els departaments de Jalapa i d'Escuintla. És parlat únicament pel 0,37% de la població. |
| Ch'ortí           | Maia        | Ch'ol      | 30.000           | Es parla a 2 municipis del departament de Chiquimula (Jocotán i Camotán) i a una part del municipi de La Unión a Zacapa, pel 0,42% de la població del país. |
| Awakatek          | Maia        | Mam        | 18.000           | Es parla principalment al municipi d'Aguacatán al departament de Huehuetenango, pel 0,10% de la població del país. |
| Sakapultek        | Maia        | Kiche'     | 9.763            | Es parla al municipi de Sacapulas a El Quiché. És parlat únicament pel 0,09% de la població. |
| Sipakapense       | Maia        | Kiche'     | 8.000            | Es parla només al municipi de Sipacapa al departament de San Marcos. |
| Garifuna          | Arawak      | Caribenya  | 5.860            | Encara que no és una llengua del tronc maia, aquest idioma, propi dels habitants d'Izabal, és uno dels idiomes que se sembraren en terras guatemalteques, després que els espanyols portessin esclaus negres d'altres indrets. És parlat pel 0,04% de la població del país.                                                                            |
| Uspantek          | Maia        | Kiche'     | 3.000            | És parlat als municipis d'Uspantán i Chicamán al departament d'El Quiché. És parlato únicament pel 0,07% de la població. |
| Tektitek          | Maia        | Mam        | 2.265            | És parlat al municipi de Tectitán al departament de Huehuetenango, pel 0,02% de la població del país. |
| Mopan             | Maia        | Yucateca   | 2.000            | Es parla al departament d'El Petén, pel 0,03% de la població del país. |
| Xinca             | Aïllada     | Xinca      | 16               | És una llengua no emparentada amb les llengües maies i el seu origen és dubtós. Algunes hipòtesis suggereixen que poden haver arribat des del sud. El xinca és parlat per unes dues-centes persones als departaments de Santa Rosa i Jutiapa i actualment és una llengua amenaçada en perill d'extingir-se, parlada pel 0,14% de la població del país. |
| Itzá              | Maia        | Yucateca   | 12               | És parlat a 6 municipis del departament d'El Petén, pel 0,02% de la població del país |